# Membre de Saint-Jean-de-Bassel
Le membre de Saint-Jean-de-Bassel est à l'origine un couvent des Sœurs augustines fondé au XIIIe siècle. Puis au XVe siècle, il devient membre hospitalier de l'ordre de Saint-Jean de Jérusalem. Après la révolution il est racheté, en 1826, par les sœur de la Divine Providence pour en faire un couvent. Il situé dans la région Lorraine, sur le territoire de la commune de Saint-Jean-de-Bassel, en Moselle.

## Histoire

### Couvent de Sœurs Augustines
Une chapelle d'ermitage donna au XIIIe siècle son nom de Bassel au village. Au XIIIe siècle, s'y implanta un couvent de Sœurs Augustines, destiné à accueillir les cadettes des grandes familles seigneuriales de la région.
« Elle était par ci-devant un couvent de religieuses de l'ordre de Saint-Augustin, lequel avait été doté de plusieurs héritages et possessions. Mais, à cause de la malice du temps et de la guerre, la stérilité de la terre et autres malheurs, il était beaucoup diminué et endetté. Si bien que l'abbesse d'alors, sœur Catherine de Nidec, étant âgée et du tout cassée de vieillesse, ne pouvant remédier à la ruine dudit couvent ni le gouverner, fit résignation d'icelui entre les mains de révérend père en Dieu Conrard, évêque de Metz, comme ordinaire du lieu, qui accepta ladite résignation et constitua à ladite abbesse de Nidec et encore à une autre religieuse, qui étaient seules restées, une portion congrue pour leur entretènement, leur vie durant. Icelui sieur évêque de Metz, mû d'une singulière dévotion pour les chevaliers de Saint-Jean-de-Jérusalem, leur en fit puis après donation, cession et transport par une donation en date de l'an 1446, indiction neuvième, durant le concile de Bâle, le 9 août. »
C'est ainsi que l'histoire de la fondation de la commanderie de Saint-Jean-de-Bassel est rapportée dans un mémoire qui fut présenté, en 1617, aux commissaires du duc de Lorraine, par Ferdinand de Muggenhal et Ottmar Dietrich de Ramschnag, envoyés par Jean Frédéric, prince du Saint-Empire, général de l'ordre pour la nation germanique, afin de réclamer l'exemption de la taille pour leurs sujets de Gosselming. Ces faits sont également exposés dans l'acte émané de l'évêque de Metz, et par lequel on voit qu'Ulric Wingarten et Jean Schleger, commandeurs de Stembach et de Dorlisheim, acceptent cette donation, avec les biens de toute nature dont jouissait le monastère et les dettes qu'il avait contractées, à condition que l'ordre entretiendrait dans la nouvelle commanderie quatre prêtres, à savoir : deux religieux porte-croix et deux séculiers qui auraient l'administration de cette maison.

### Commanderie des Hospitaliers
Le couvent passa XVe siècle à l'ordre de Saint-Jean de Jérusalem, qui en fit une commanderie et dénomma le lieu Saint-Jean-de-Bassel. Village et commanderie souffrirent beaucoup de la Guerre de Trente Ans.
Cette commanderie, la seule de la région qui dépendit du grand prieuré d'Allemagne, ne remontait pas au-delà de la fin du XVe siècle.
Ce monastère, placé sous l'invocation de saint Jean-Baptiste (beatus Johannes de Bassele), existait depuis longtemps déjà lors de sa suppression : plusieurs chartes du XIIIe siècle rappellent des donations qui lui avaient été faites notamment par Elisabeth, veuve de Marlée (1252) ; Hugues, comte de la Petite-Pierre (1253) ; Nicolas, prêtre de Gosselming (1269), etc. Ce dernier village appartenait en tout droit de propriété aux religieuses de Bassel : elles y avaient leurs « certains hommes et sujets » et y jouissaient de « toute pleine justice temporelle », établissant et destituant, quand bon leur semblait, les maires, échevins et autres officiers. La duchesse Marie de Blois avait fondé, dans ce couvent, un anniversaire pour les ducs de Lorraine, pour lequel elle avait assigné une rente annuelle d'un marc d'argent à prendre sur la saline de Dieuze.
Les bâtiments de ce monastère furent affectés à la nouvelle commanderie, laquelle devint une dépendance ou comme on disait un membre de celle de Dorlisheim. En 1636, la commanderie de Saint-Jean-de-Bassel fut incendiée et sa chapelle en grande partie ruinée, ainsi que l'église du village. En 1698, on fit quelques réparations à la chapelle de la commanderie. Toutefois, il paraît que ces travaux restèrent inachevés et qu'on n'exécuta pas ceux qui furent projetés en 1726, car on lit dans une
requête présentée au Roi en 1729, par le commandeur de Schœnau : « L'église de la commanderie tombe en ruines, et a été interdite parce qu'on n'y était pas en sûreté. ». Un pied-terrier, rédigé à cette époque, dit que la nef n'est point
couverte, « n'y ayant que le chœur et sa tour en état. ». C'est seulement dans l'intervalle qui s'écoula de 1729 à 1765, que les bâtiments et la chapelle de la commanderie furent définitivement rétablis ; celle-ci devint même l'église paroissiale du village, cette dernière n'ayant pas été reconstruite. C'est ce qui est attesté par un pied-terrier
de 1765, auquel est joint un plan de la commanderie et de ses dépendances, et qui donne une description complète et détaillée de cet établissement.
On y voit que cette maison possédait des biens ou jouissait de droits seigneuriaux dans différentes localités, notamment à Langatte, Desseling, Saint-Médard, Berthelming, etc. Les commandeurs étaient collateurs de la cure de Bettborn, par suite d'une donation qui avait été faite en 1290, au cloître ou au couvent de Saint-Jean-de-Bassel, par Burckard, évêque de Metz. Ils étaient aussi collateurs de la cure de Virming et de celle de Dolving, dont l'église avait été réunie au monastère de Bassel par une bulle du concile de Bâle, de l'an 1437. Enfin, ils avaient à Gosselming et à Saint-Jean-de-Bassel, des droits seigneuriaux qui sont énumérés dans le pied-terrier de 1765.
Les commandeurs de Saint-Jean-de-Bassel ne résidaient presque jamais dans ce lieu, soit, disent d'anciens titres, en raison du peu d'agrément qu'ils y trouvaient, soit « par le service qu'ils rendaient à la religion chrétienne sur mer. ». Ce fut là une des causes qui amena la diminution de valeur d'une grande partie de leurs biens. Ils mettaient à leur place un amodiateur, qui, par une des clauses de son bail, était tenu de faire célébrer le service divin dans les églises de Saint-Jean-de-Bassel et de Dolving et dans la chapelle de Saint Ulrich, et obligé, lorsque le commandeur faisait la visite de la maison, de le loger et entretenir sept jours chaque année, lui et six domestiques, sans toutefois fournir le vin. En 1688, la commanderie était amodiée sous un canon annuel de 800 livres tournois.

### Couvent des sœurs de la Divine Providence
Vendue en 1795 comme bien national, la commanderie fut finalement acquise en 1826 par les Sœurs de la Providence, qui s'y installèrent l'année suivante. Congrégation fondée entre 1762 et 1766 par Jean-Martin Moyë, pour instruire les fillettes du monde rural, elle fut supprimée à la Révolution, puis reconstituée en 1816. En 1838, Saint-Jean-de-Bassel fut détaché de la maison-mère de Portieux (Vosges) et en 1852, érigé en congrégation autonome et civile, approuvée par le Saint-Siège en 1943. Ses imposants bâtiments dominent le village.

## Galerie photographique

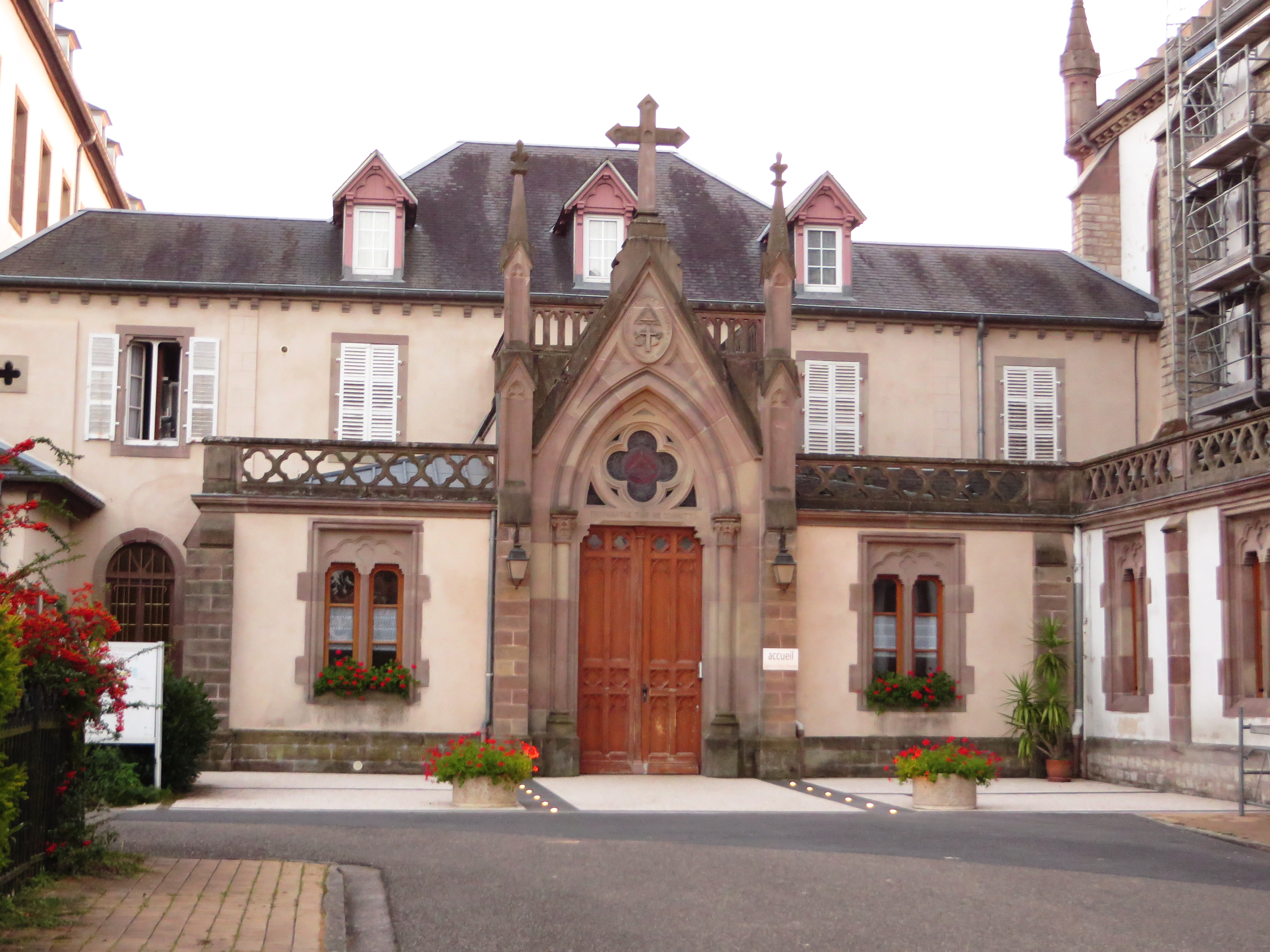
Couvent accueil.
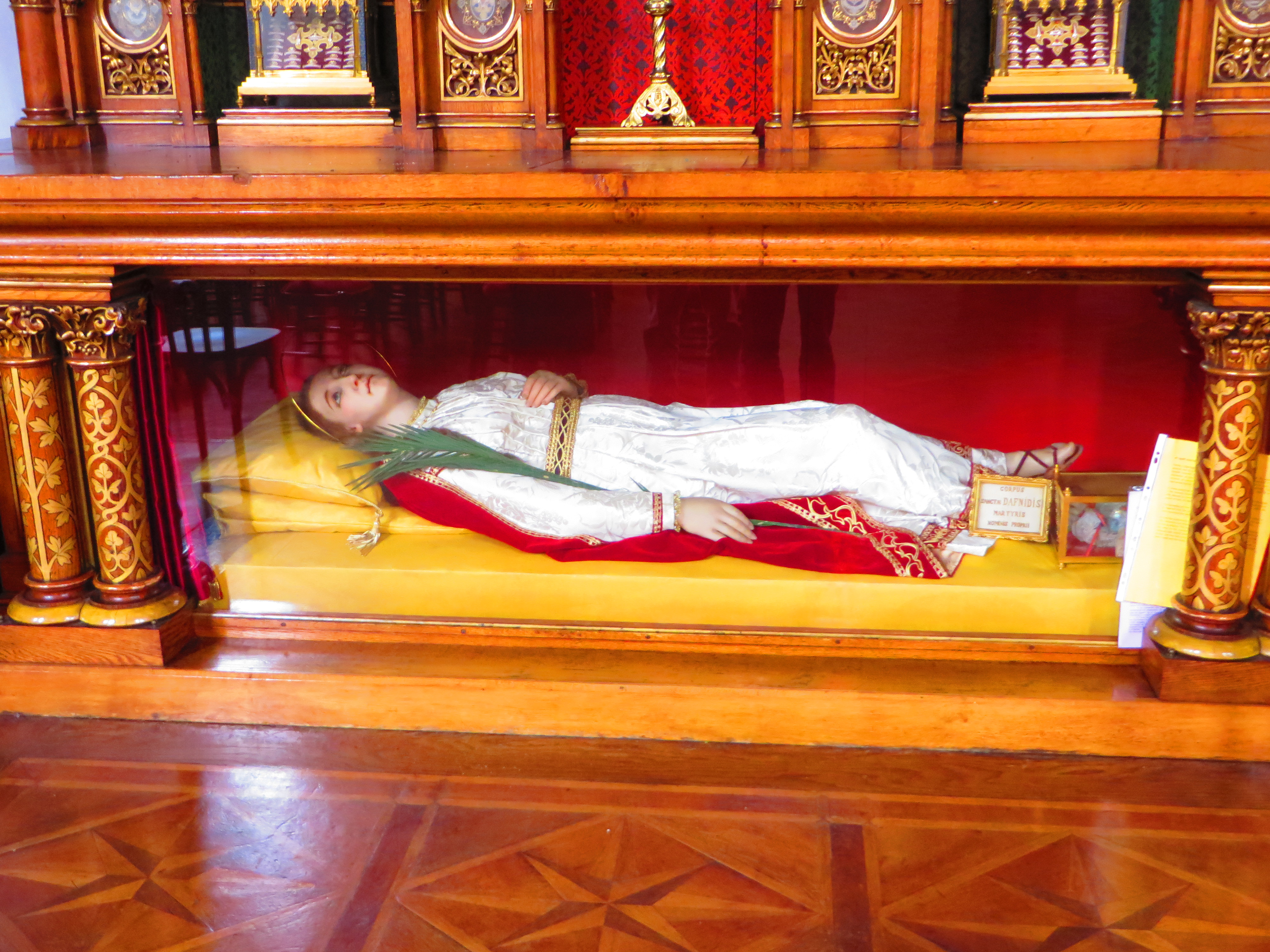
Sainte Dafnidis.
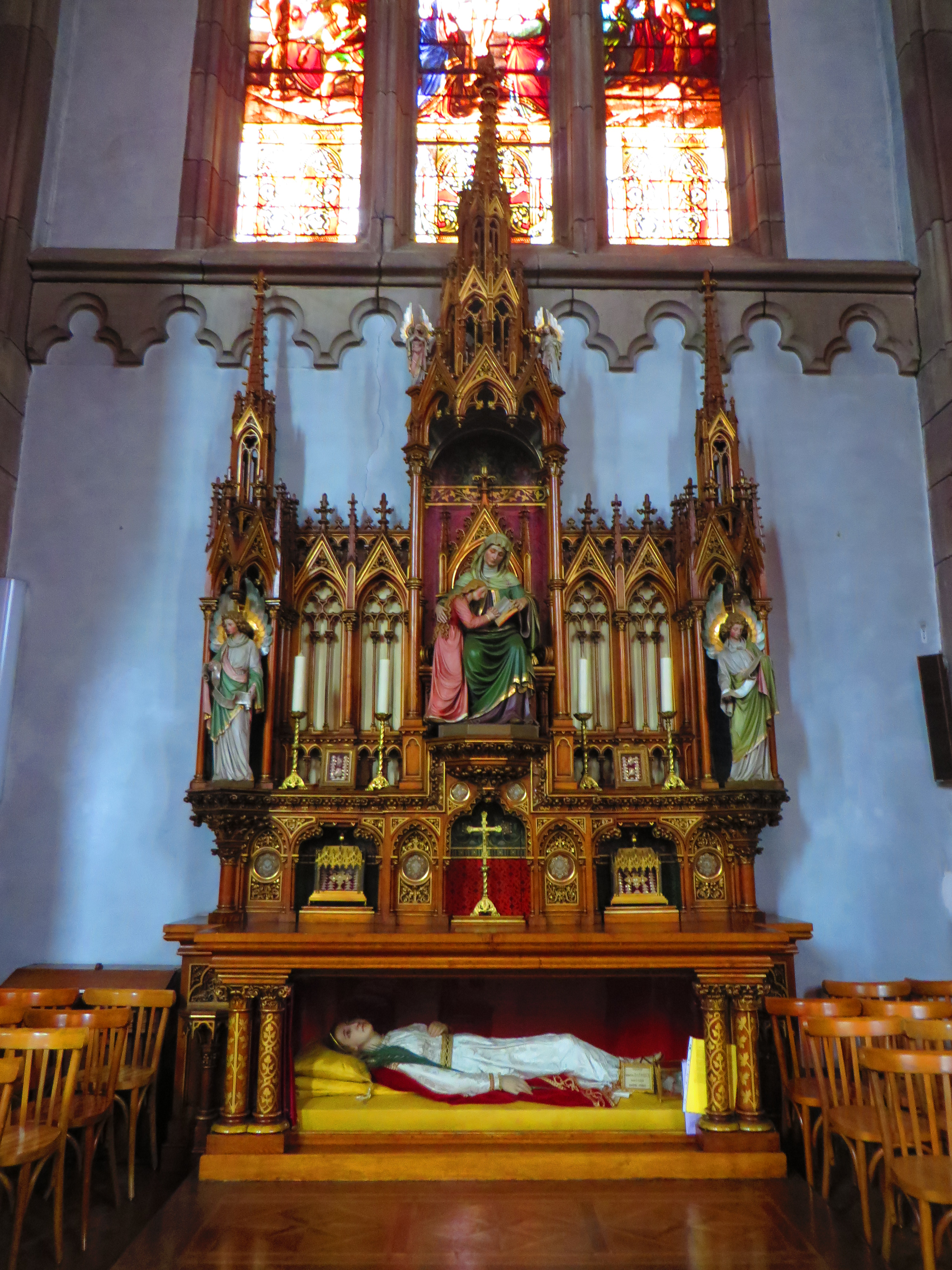
Sainte Dafnidis ensemble.
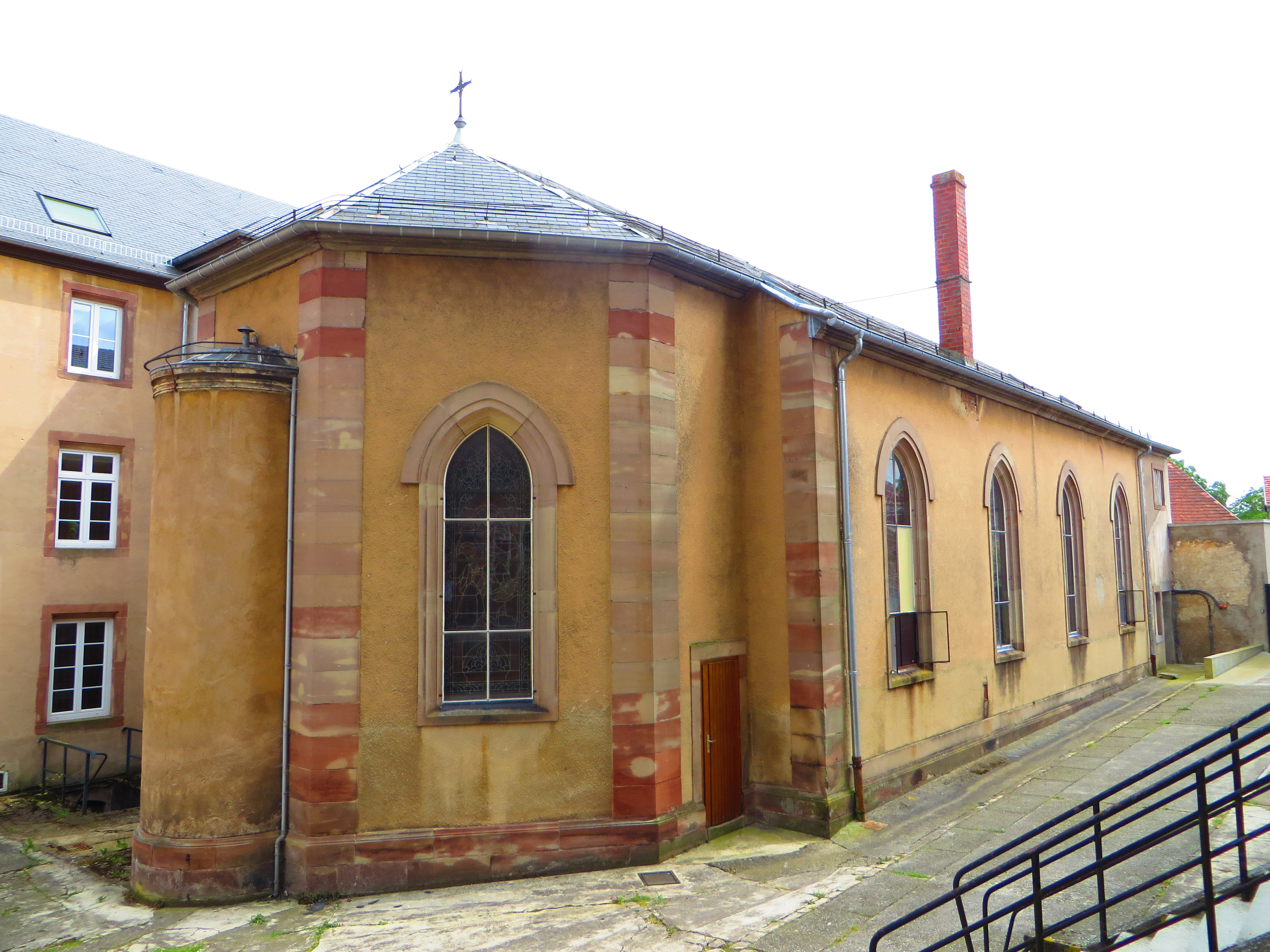
Petite chapelle du couvent des sœurs de la Divine Providence.
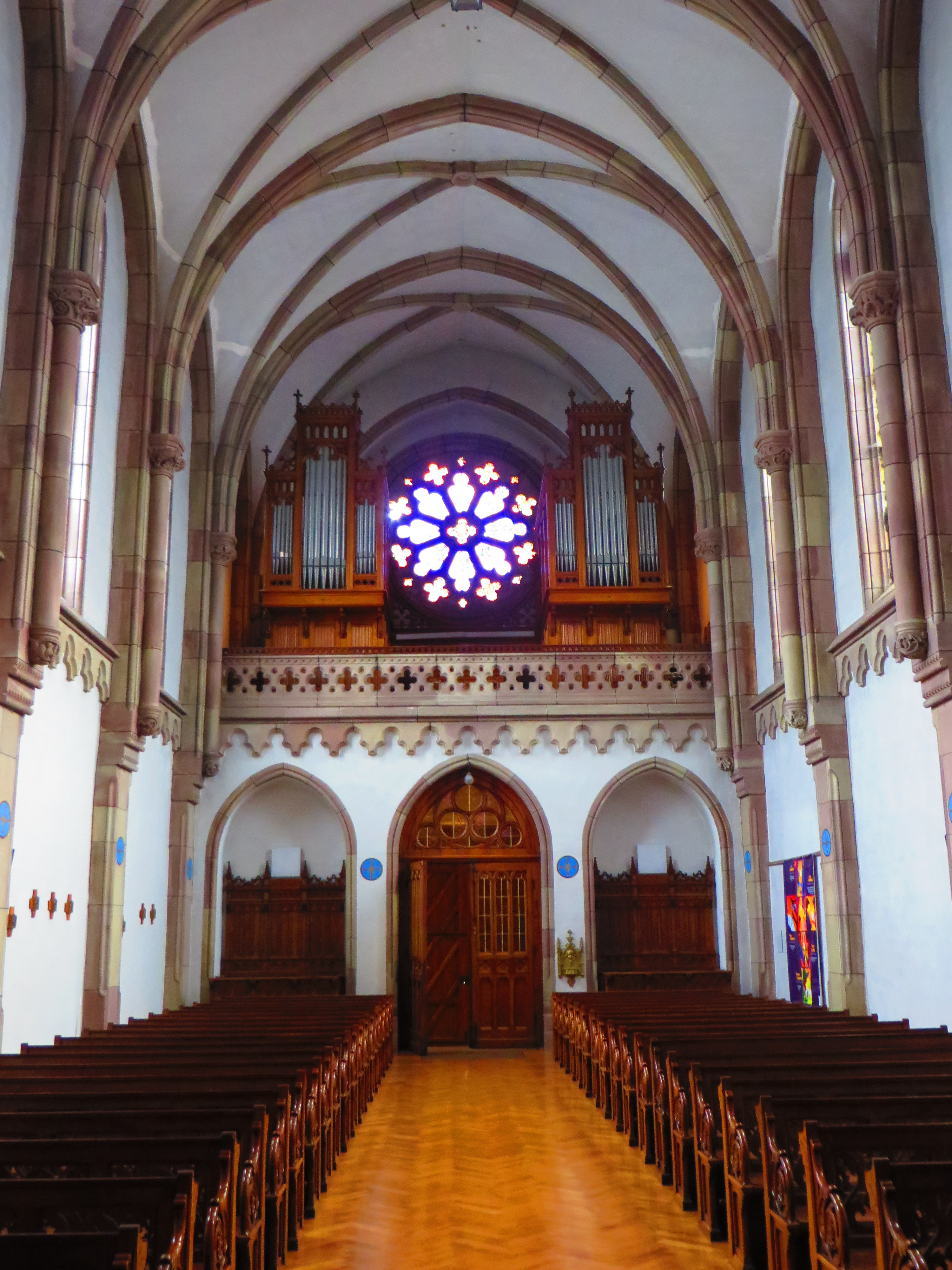
chapelle du couvent Intérieure.
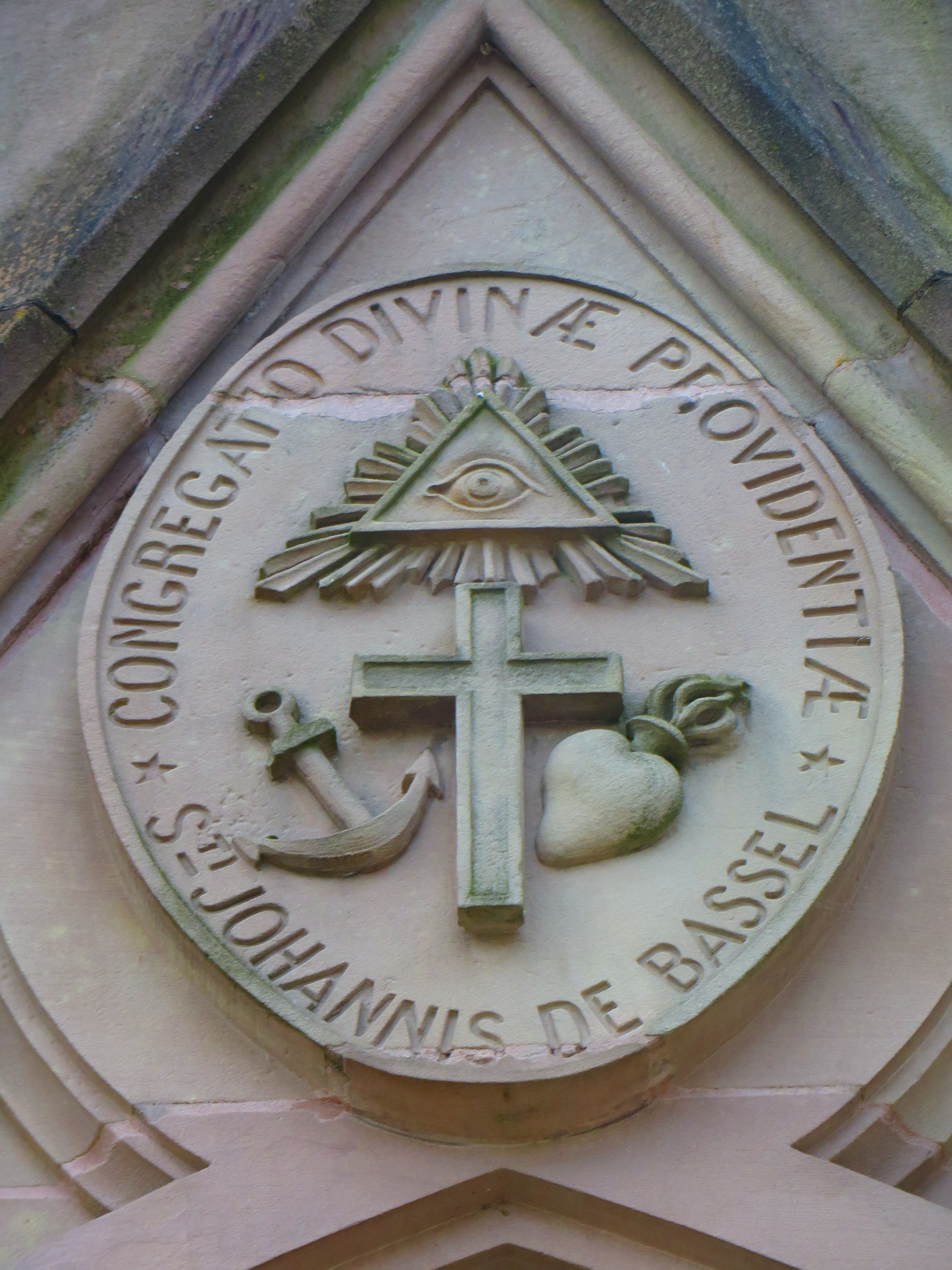
Blason.
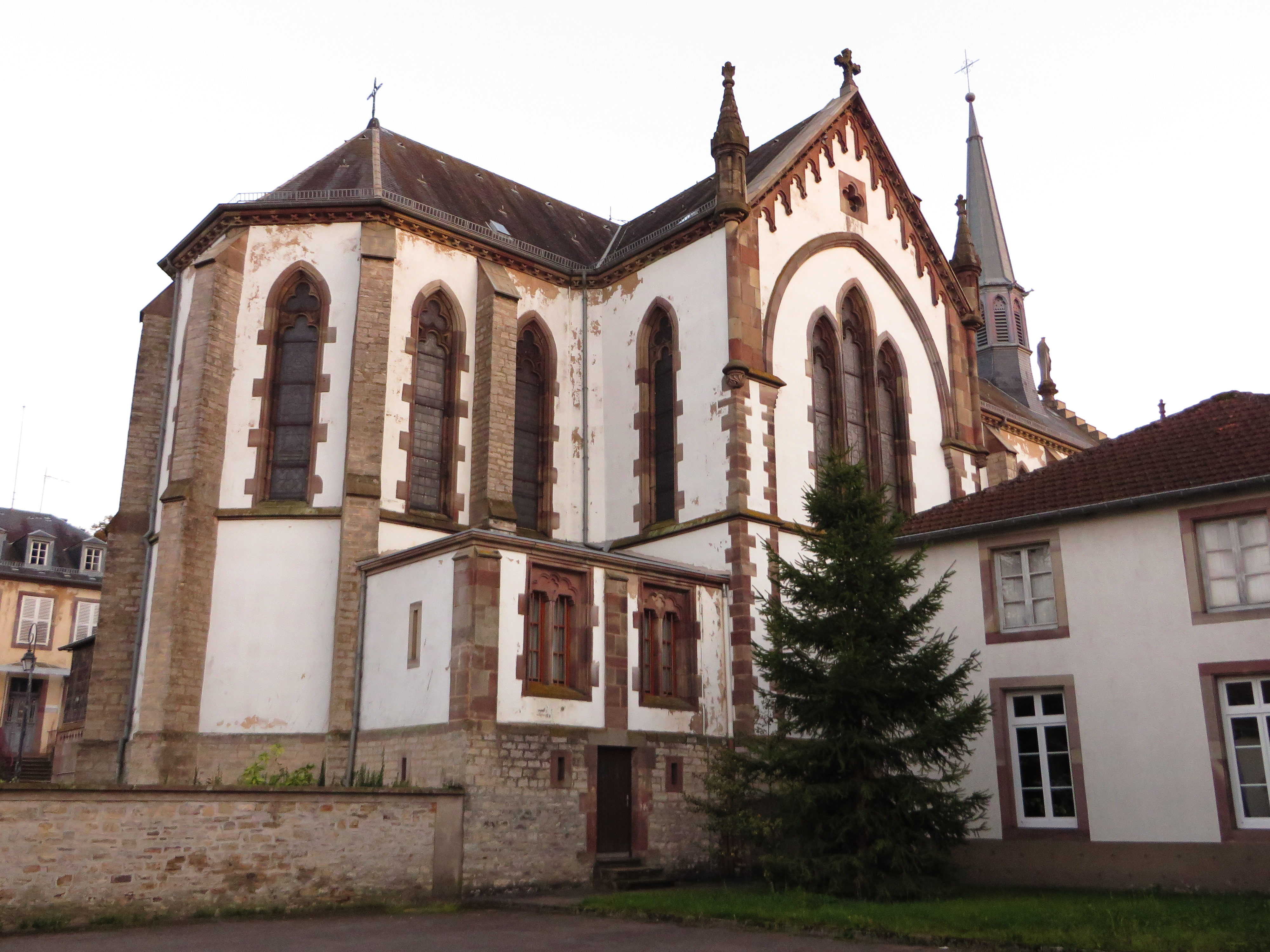
Arrière de la grande chapelle.
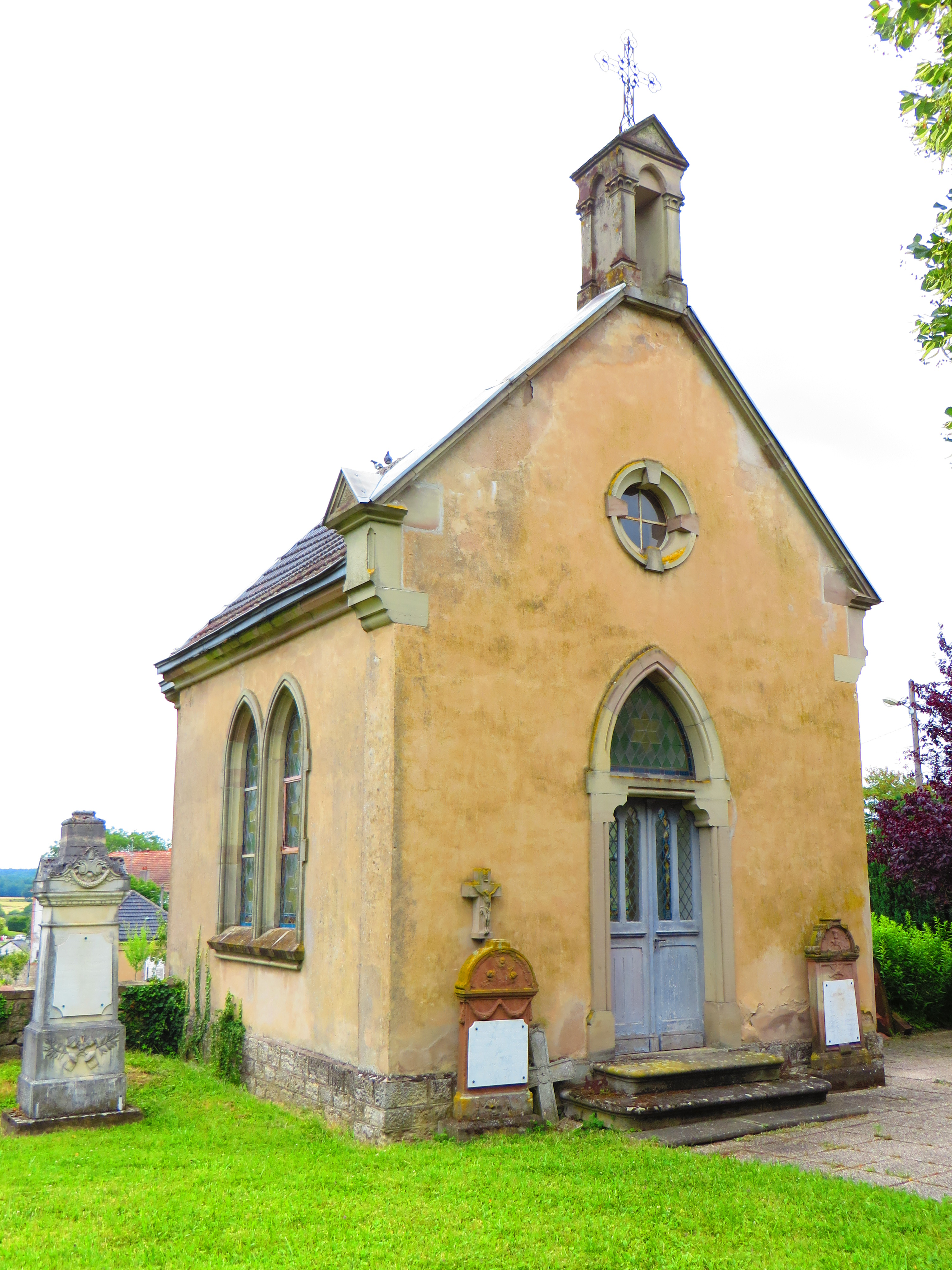
Chapelle du cimetière.
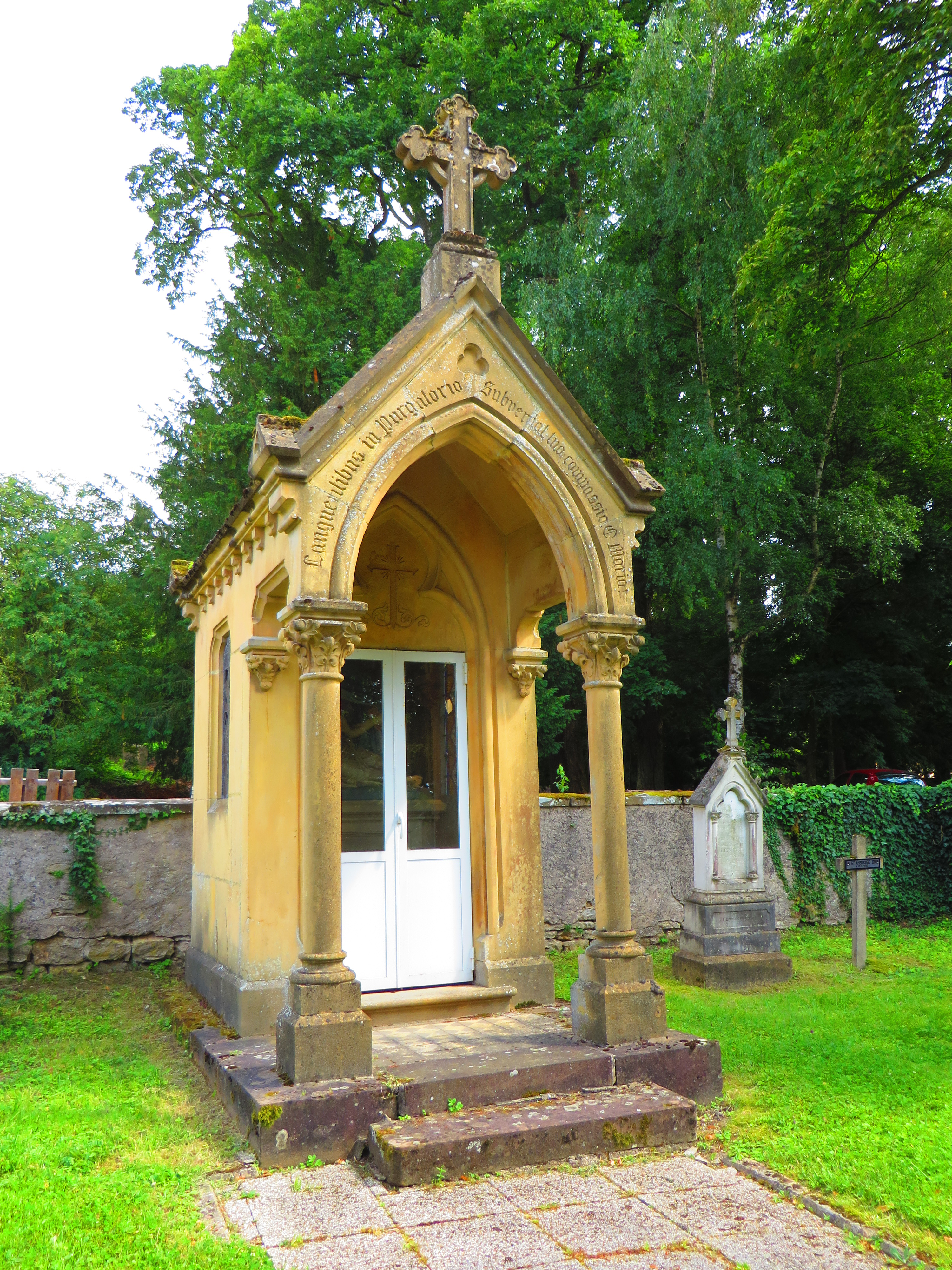
Petite chapelle de la Vierge.
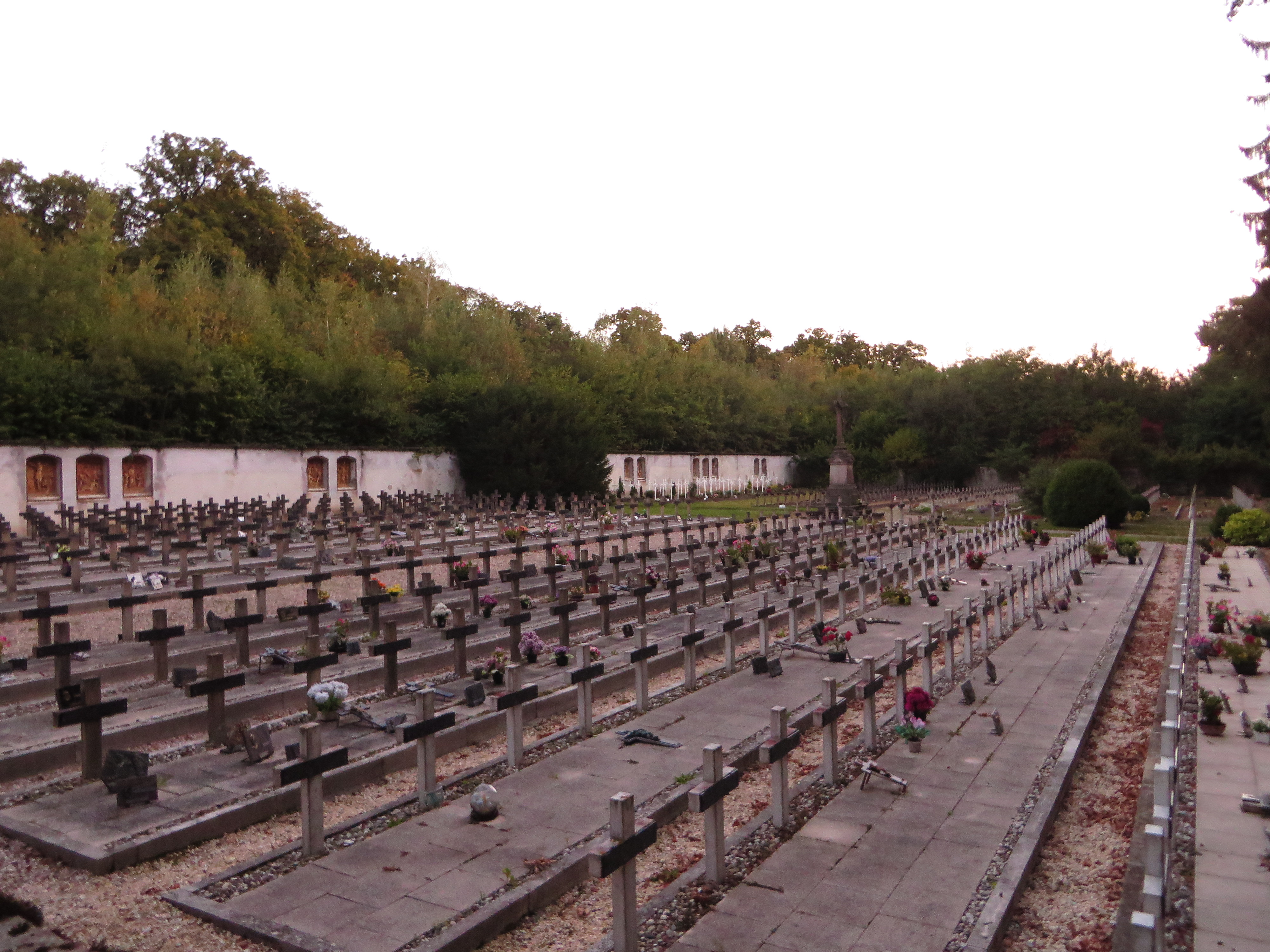
Cimetière des sœurs.

## Sources
- Henri Lepage, Les Communes de la Meurthe : journal historique des villes, bourgs, villages, hameaux et censes de ce département, vol. 2, Nancy, A. Lepage, 1853.